# Our Song (安倍麻美の曲)
「Our Song」（アワー・ソング）は、安倍麻美の2ndシングル。

## 概要
前作から約3ヶ月ぶりとなるシングル。
自身初のオリコントップ10入りを果たした。
前作同様作詞は元19のメンバーでイラストレーターの326、作曲は筒美京平が担当。
カップリングも前作同様安倍自身が作詞している。
公式サイトで安倍は「タイトル曲はアップテンポでかっこいい曲」、「カップリングはかわいい感じになる」とコメントしていた。
初回盤と通常盤の2形態で発売。
初回盤には短編映画「風の記憶」を収録したDVDが同梱される。

## 収録曲
全曲作曲：筒美京平
1. Our Song (4:44)
  - 作詞：326  編曲：井上ヨシマサ
2. follow me! follow you? (3:57)
  - 作詞：安倍麻美　編曲：中西亮輔
3. Our Song(Instrumental) (4:42)